# Michael Heath
Michael Heath (Estados Unidos, 9 de abril de 1964) es un nadador estadounidense retirado especializado en pruebas de estilo libre, donde consiguió ser subcampeón olímpico en 1984 en los 200 metros.

## Carrera deportiva
En los Juegos Olímpicos de Los Ángeles 1984 ganó la medalla de plata en los 200 metros libre, con un tiempo de 1:49.10 segundos, tras el alemán Michael Gross que batió el récord del mundo con 1:47.44 segundos, y por delante de otro alemán Thomas Fahrner; asimismo ganó otras tres medallas, las tres de oro, en las pruebas de relevos: 4 x 100 metros libre, 4x200 metros libre y 4 x 100 metros estilos.